# Scandix turgida
Scandix turgida är en flockblommig växtart som först beskrevs av Pierre Edmond Boissier och Benedict Balansa, och fick sitt nu gällande namn av Pierre Edmond Boissier. Scandix turgida ingår i släktet nålkörvlar, och familjen flockblommiga växter. Inga underarter finns listade i Catalogue of Life.